# Parafia św. Wojciecha w Stokach
Parafia św. Wojciecha w Stokach – rzymskokatolicka parafia w Stokach, należąca do dekanatu międzychodzkiego. Powstała w 1924 roku. Parafia pośrednio administrowana jest przez parafię pw. św. Józefa w Silnej.

## Skład parafii
W skład parafii wchodzą 2 wsie położone administracyjnie w gminie Pszczew:
- Stoki – wieś sołecka w gm. Pszczew,
- Świechocin – wieś sołecka w gm. Pszczew.

Parafię zamieszkuje około 300 osób.